# Шушак, Гойко
Го́йко Шу́шак (хорв. Gojko Šušak; 16 апреля 1945 — 3 мая 1998) — хорватский политический и военный деятель, министр обороны Хорватии в период с 1991 по 1998 год, один из ближайших соратников первого президента Хорватии Франьо Туджмана.

## Биография
Родился в боснийском городе Широки-Бриег, в составе (как он всегда подчёркивал) Независимого государства Хорватии. Был шестым ребёнком в семье Анте и Станы Шушак. Его отец и старший брат во Второй мировой войне были офицерами Хорватского домобранства (вооружённых сил Независимого государства Хорватии) и бесследно исчезли в тот день, когда югославские партизаны вступили в Загреб (предположительно, оба Шушака были убиты).
После окончания средней школы Шушак изучал математику и физику в Педагогической Академии Риеки. После того как Шушак получает повестку о призыве в югославскую армию, он незаконно пересекает югославско-австрийскую границу, а из Австрии бежит в Канаду. В Канаде работал в сфере строительства, открывает пиццерию и живёт случайными заработками. В 1973 году женится на хорватской эмигрантке (у них родилось трое детей). Одновременно с этим активно участвовал в общественной жизни хорватской диаспоры в Канаде. Работает директором хорватской школы в Оттаве, руководит «Хорватско-канадской культурной федерацией». В конце 1980-х годов знакомится с Франьо Туджманом, который как лидер ХДС прибыл в Канаду. После этого Шушак организует сбор финансов среди хорватов Канады и финансирует предвыборную кампанию ХДС на парламентских выборах в 1990 году. После победы ХДС на выборах Шушак возвращается в Хорватию, становится видным деятелем ХДС и получает пост министра по вопросам иммиграции в хорватском правительстве.
После распада Югославии и начала войны в Хорватии становится министром обороны. В ходе Боснийской войны Шушак активно поддерживал государство боснийских хорватов Герцег-Босна, порой в ущерб интересам потенциальных союзников — боснийских мусульман-изетбеговцев.
В 1995 году, под его руководством, хорватская армия, в ходе операций «Молния» и «Буря», ликвидирует самопровозглашённую Сербскую Краину, со столицей в городе Книн. Вскоре война в Хорватии завершается. В 1995 году Шушак входил в состав хорватской делегации на подписании Дейтонских соглашений. В 1997 году Международный трибунал по бывшей Югославии вызвал его как свидетеля. На этих судебных разбирательствах его представлял будущий президент Хорватии Иво Йосипович. Гойко Шушак скончался в Загребе 3 мая 1998 года от рака пищевода.
В приговоре военному и политическому руководству боснийских хорватов от 29 мая 2013 года Гаагский трибунал заявил, что Гойко Шушак был участником преступного сговора, имевшего целью изгнание нехорватского населения с территорий, которые должны были стать частью хорватского государства на территории Боснии и Герцеговины.

## Память
В 1999 году объединение ветеранов войны за независимость было названо в честь Шушака. В Широки-Бриеге его имя носит площадь, на которой Шушаку установлен памятник. Помимо этого, в родном городе Шушака каждый год проводится мемориальный футбольный турнир. Одна из улиц Загреба названа проспектом Гойко Шушака.